# Paridae
I Paridi (Paridae Vigors, 1825) sono una famiglia di uccelli passeriformi di piccole dimensioni, insettivori, che nidificano per lo più negli incavi degli alberi, noti come cince. La famiglia comprende 61 specie di passeriformi diffusi nell'area paleartica, neartica e in Africa. Mancano soltanto in Australia, Sudamerica, Madagascar e Polinesia.

## Descrizione
Sono uccelli che non superano i 20 cm di lunghezza. La cinciallegra (Parus major, a sinistra) è la specie più conosciuta e tra le più grosse. I colori sono variabili e vanno dal grigio con la testa nera per le specie americane (come Poecile gambeli e Poecile atricapillus) al marrone per alcune specie europee, come cincia mora (Periparus ater) e cincia bigia (Poecile palustris), al blu per la cinciallegra (Parus major) e la cinciarella (Cyanistes caeruleus) fino al celeste-bianco della cinciarella azzurra (Cyanistes cyanus). Molto caratteristico è il disegno sul capo, dove talvolta è presente una cresta. La cincia dal ciuffo (Lophophanes cristatus), Lophophanes dichrous, la cincia sultana (Melanochlora sultanea), Baeolophus bicolor e Periparus rubidiventris sono alcune cince che presentano una cresta sul capo. Hanno becco piuttosto piccolo e appuntito, ma forte, e zampe robuste anche se brevi.

## Distribuzione e habitat
L'areale dei Paridi è molto vasto. Vivono in tutta l'Eurasia (compresa l'Indonesia), in Africa e in Nordamerica. Sono assenti in Sudamerica, Madagascar, Australia e Polinesia. Vivono in quasi tutti gli habitat: nelle praterie, nelle savane, nei boschi, nelle foreste e alcune specie, come la cinciallegra, si sono adattate perfettamente a vivere nelle città e nei parchi.

## Biologia

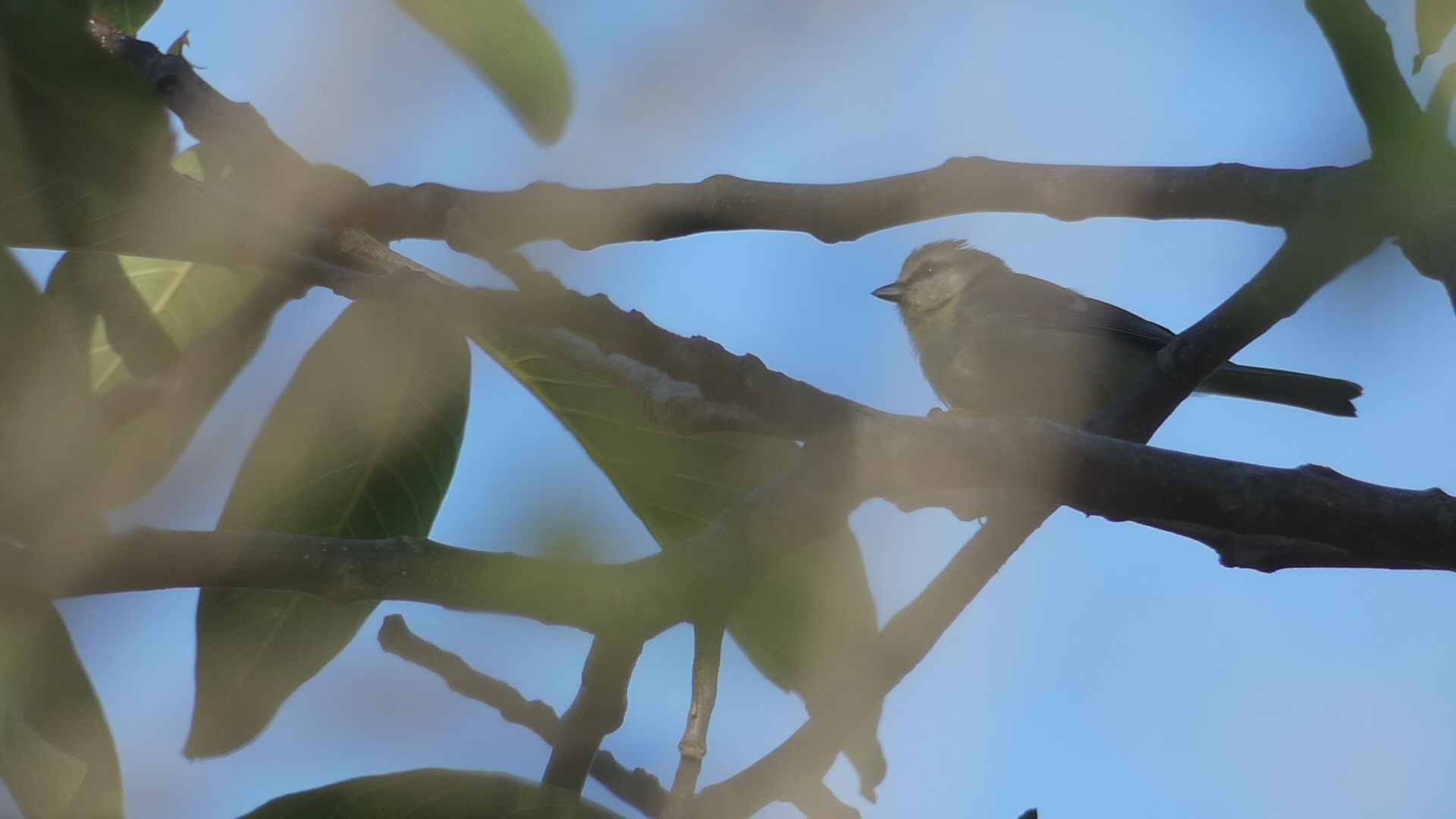
Cinciarella, su un noce.

Le cince sono uccelli vivaci che adorano saltare di ramo in ramo in cerca di semi e insetti. Frequentano spesso le mangiatoie e le cassette-nido. Solo le popolazioni più settentrionali compiono vere migrazioni, ma per la maggior parte si tratta di specie prettamente sedentarie. Alcune specie, come la cincia variegata (Sittiparus varius), possono essere addomesticate.

### Alimentazione
- Le considerevoli necessità alimentari condizionano l'esistenza di questi piccoli uccelli, che ogni giorno devono consumare una quantità di cibo pressappoco pari al loro peso. Così la loro attività è continua: svolazzano tra i rami perennemente alla ricerca del cibo. Gli insetti rappresentano la fonte di cibo più importante in tutte le stagioni e particolarmente durante l'allevamento delle nidiate così numerose, quando una massa veramente enorme di bruchi, ragni e mosche viene raccolta dai genitori. Durante la stagione fredda, buona parte delle risorse alimentari è costituita da vegetali: frutta, bacche e semi. Parecchie specie, soprattutto nelle regioni settentrionali, hanno anche l'abitudine di immagazzinare il cibo in sovrappiù tra le cortecce o nel terreno: la provvista verrà poi consumata durante i periodi di penuria, ma spesso anche dimenticata. La grande adattabilità dei Paridi si manifesta anche nella facilità con cui si abituano ad utilizzare il cibo offerto dall'uomo, avventurandosi senza paura sui davanzali delle case. L'abilità nello scovare e nello sfruttare nuove risorse alimentari ha portato queste specie a sviluppare comportamenti complessi e inattesi, come forare il tappo delle bottiglie del latte per impadronirsi della panna, abitudine diffusasi rapidamente in molte zone dell'Inghilterra.

### Riproduzione
Le cince sono uccelli "cavernicoli" perché durante la cattiva stagione sono solite trascorrere la notte in cavità, nelle quali pure nidificano. Il nido vero e proprio è costituito da un morbido ammasso di muschio, peli e piume, sul quale vengono deposte le uova, fino a 15 nelle regioni temperate, ma raramente più di 4 nelle zone tropicali. Solo alla femmina spetta l'incubazione, mentre entrambi i genitori si occupano dei pulcini. Data la scarsità di cavità naturali, le cince hanno evoluto una notevole ecletticità nella scelta del sito di nidificazione, accettando così molto facilmente i nidi artificiali predisposti dall'uomo, specialmente dove questo ha eliminato i vecchi alberi; pochissime specie sono in grado di scavarsi il nido in tronchi marcescenti.

## Tassonomia

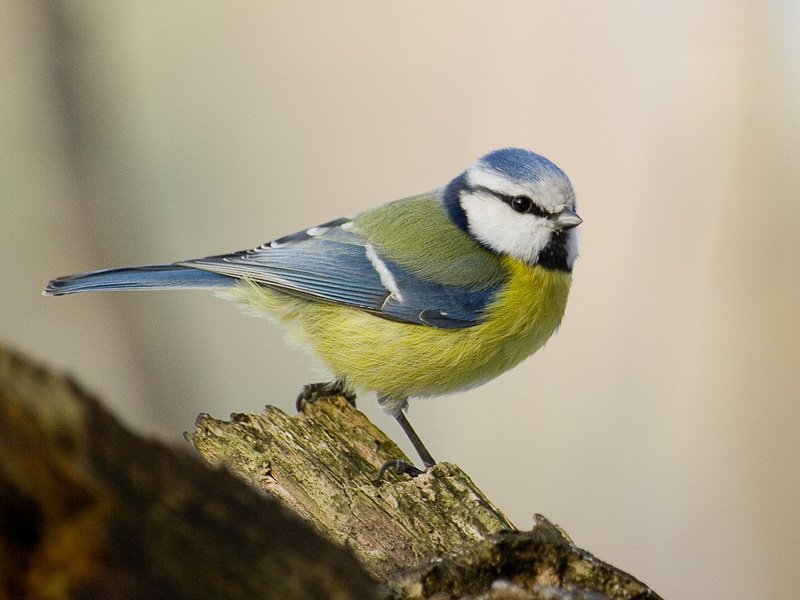
Cinciarella (Cyanistes caeruleus)

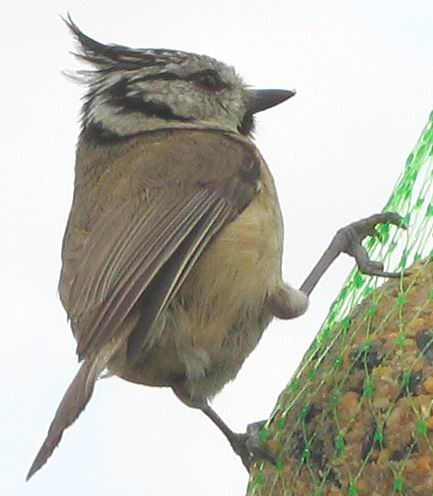
Cincia dal ciuffo (Lophophanes cristatus)

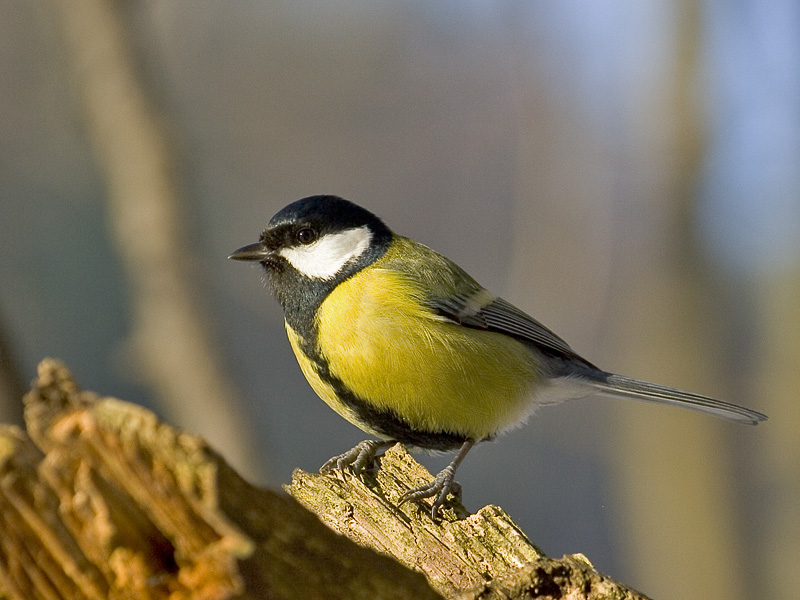
Cinciallegra (Parus major)

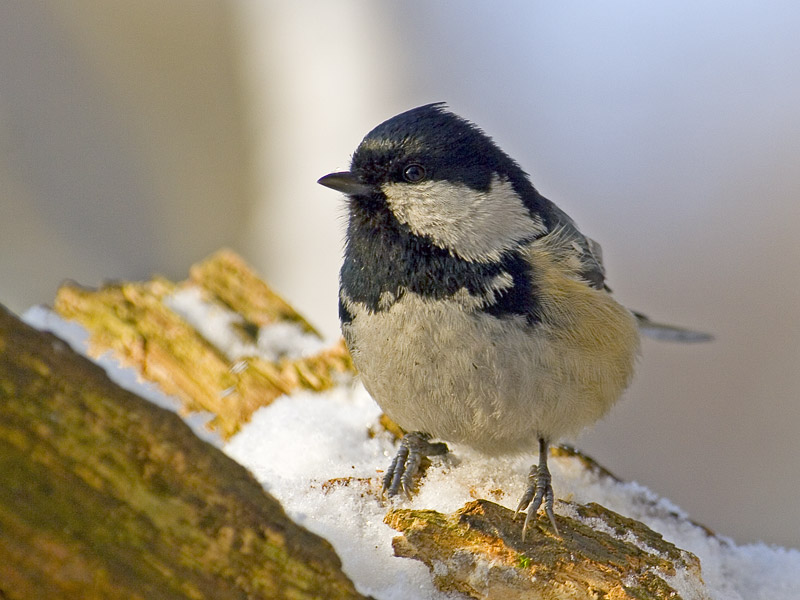
Cincia mora (Periparus ater)

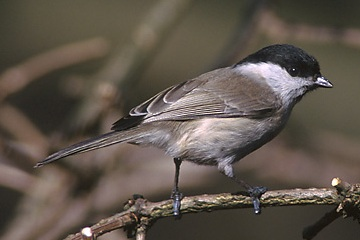
Cincia bigia alpestre (Poecile montanus)

La famiglia Paridae comprende 14 generi e 61 specie:
- Genere Cephalopyrus
  - Cephalopyrus flammiceps (Burton, 1836)
- Genere Sylviparus
  - Sylviparus modestus Burton, 1836
- Genere Melanochlora
  - Melanochlora sultanea (Hodgson, 1837)
- Genere Periparus
  - Periparus rufonuchalis (Blyth, 1849)
  - Periparus rubidiventris (Blyth, 1847)
  - Periparus ater (Linnaeus, 1758) - cincia mora
- Genere Pardaliparus
  - Pardaliparus venustulus (Swinhoe, 1870)
  - Pardaliparus elegans (Lesson, 1831)
  - Pardaliparus amabilis (Sharpe, 1877)
- Genere Lophophanes
  - Lophophanes cristatus (Linnaeus, 1758) - cincia dal ciuffo
  - Lophophanes dichrous (Blyth, 1845)
- Genere Baeolophus
  - Baeolophus wollweberi (Bonaparte, 1850)
  - Baeolophus inornatus (Gambel, 1845)
  - Baeolophus ridgwayi (Richmond, 1902)
  - Baeolophus bicolor (Linnaeus, 1766)
  - Baeolophus atricristatus (Cassin, 1850)
- Genere Sittiparus
  - Sittiparus varius (Temminck & Schlegel, 1845)
  - Sittiparus semilarvatus (Salvadori, 1865)
- Genere Poecile
  - Poecile superciliosus Przewalski, 1876
  - Poecile lugubris (Temminck, 1820) - cincia dalmatina
  - Poecile davidi Berezowski & Bianchi, 1891
  - Poecile palustris (Linnaeus, 1758) - cincia bigia
  - Poecile hyrcanus Zarudny & Loudon, 1905
  - Poecile hypermelaenus Berezowski & Bianchi, 1891 - cincia dal bavaglino
  - Poecile montanus (Conrad von Baldenstein, 1827) - cincia bigia alpestre
  - Poecile weigoldicus (Kleinschmidt, O & Weigold, 1921)
  - Poecile carolinensis (Audubon, 1834)
  - Poecile atricapillus (Linnaeus, 1766)
  - Poecile gambeli (Ridgway, 1886) - cincia delle Montagne Rocciose
  - Poecile sclateri (Kleinschmidt, O, 1897)
  - Poecile cinctus (Boddaert, 1783)
  - Poecile hudsonicus (Forster, JR, 1772)
  - Poecile rufescens (Townsend, JK, 1837)
- Genere Cyanistes
  - Cyanistes caeruleus (Linnaeus, 1758) - cinciarella
  - Cyanistes teneriffae (Lesson, 1831)
  - Cyanistes cyanus (Pallas, 1770)
- Genere Pseudopodoces
  - Pseudopodoces humilis (Hume, 1871)
- Genere Parus
  - Parus major Linnaeus, 1758 - cinciallegra
  - Parus minor Temminck & Schlegel, 1848
  - Parus cinereus Vieillot, 1818
  - Parus monticolus Vigors, 1831
- Genere Machlolophus
  - Machlolophus nuchalis (Jerdon, 1845)
  - Machlolophus xanthogenys (Vigors, 1831)
  - Machlolophus aplonotus (Blyth, 1847)
  - Machlolophus spilonotus (Bonaparte, 1850)
  - Machlolophus holsti (Seebohm, 1894)
- Genere Melaniparus
  - Melaniparus guineensis (Shelley, 1900)
  - Melaniparus leucomelas (Rüppell, 1840)
  - Melaniparus carpi (Macdonald & Hall, 1957)
  - Melaniparus niger (Vieillot, 1818)
  - Melaniparus albiventris (Shelley, 1881)
  - Melaniparus leuconotus (Guérin-Méneville, 1843)
  - Melaniparus funereus Verreaux, J & Verreaux, E, 1855
  - Melaniparus rufiventris (Barboza du Bocage, 1877)
  - Melaniparus pallidiventris (Reichenow, 1885)
  - Melaniparus fringillinus (Fischer, GA & Reichenow, 1884)
  - Melaniparus fasciiventer (Reichenow, 1893)
  - Melaniparus thruppi (Shelley, 1885)
  - Melaniparus griseiventris (Reichenow, 1882)
  - Melaniparus cinerascens (Vieillot, 1818)
  - Melaniparus afer (Gmelin, JF, 1789)

Spesso, il codibugnolo (fam. Aegithalidae), il pendolino (fam. Remizidae) e il basettino (fam. Panuridae) sono associati a questa famiglia.

### Specie presenti in Italia
Le specie che vivono in Italia sono:
- Cinciallegra (Parus major), specie nidificante, residente e stanziale molto diffusa. Svernante e migratrice.
- Cinciarella (Cyanistes caeruleus), specie nidificante, residente e stanziale molto diffusa. Svernante e migratrice.
- Cincia mora (Periparus ater), specie nidificante, residente e stanziale molto diffusa. Svernante e migratrice.
- Cincia dal ciuffo (Lophophanes cristatus), specie nidificante, residente e stanziale abbastanza diffusa.
- Cincia bigia alpestre (Poecile montanus), specie nidificante, residente e stanziale abbastanza diffusa.
- Cincia bigia (Poecile palustris), specie nidificante, residente e stanziale diffusa.
- Cincia dalmatina (Poecile lugubris) specie nidificante, residente e stanziale.